# No Direction Home: The Soundtrack
No Direction Home: The Soundtrack is een albumbox van Bob Dylan uit de officiële bootlegserie met opnamen die gebruikt zijn voor de documentairefilm No Direction Home: Bob Dylan. Martin Scorsese maakte de film op verzoek van Dylans manager Jeff Rosen, die als voorwerk allerlei interviews en filmfragmenten verzamelde. De bioscooppremière was op 21 juli 2005, tegelijkertijd met een televisieuitzending op PBS. De ondertitel van het album is The Bootleg Series Vol. 7.

## Bootleg series
The bootleg series zijn officiële, door Columbia (onderdeel van Sony Music) uitgebrachte albums. Ze bevatten outtakes (opnamen die het album niet haalden) en oefen- of alternatieve versies van Dylans nummers, of het zijn live-registraties. Er bestaan onder de naam bootleg series of historical archives ook andere bootlegs van Dylan. Met uitzondering van de eerste box in de serie, die uitgebracht werd als The bootleg series volumes 1-3 hebben de volgende sets één volumenummer en bevatten de standaard-edities vanaf volume 5 steeds 2 cd's.

## Inhoud
No Direction Home: The Soundtrack is geen traditionele soundtrack, maar een verzameling opnamen van liedjes, die in de film gebruikt werden, met als centraal thema de concerttour, die Dylan in 1966 naar de Britse eilanden bracht. De liner notes zijn van Andrew Loog Oldham en Al Kooper.

## Tracks
Alle nummers zijn composities van Dylan, behalve waar aangegeven.
| 1.                 | When I Got Troubles (1959)                          |                                    | Opgenomen door Dylans highschool vriend Ric Kangas                                | 1:31 |
| 2.                 | Rambler, Gambler (Home recording)                   | Traditional, arrangement Bob Dylan | Opgenomen eind 1960 door Cleve Petterson                                          | 2:28 |
| 3.                 | This Land Is Your Land (Liveversie)                 | Woody Guthrie                      | Live opgenomen in New York op 4 november 1961                                     | 5:58 |
| 4.                 | Song to Woody                                       |                                    | Albumversie van maart 1962 op Bob Dylan                                           | 2:42 |
| 5.                 | Dink's Song (Minnesota Hotel Tape)                  | Traditional, arrangement Bob Dylan |                                                                                   | 4:38 |
| 6.                 | I Was Young When I Left Home (Minnesota Hotel Tape) |                                    | De Minnesota Hotel Tape werden opgenomen op 22 december 1961 in Minneapolis       | 5:25 |
| 7.                 | Sally Gal                                           |                                    | Outtake from The Freewheelin' Bob Dylan, opname van 24 aril 1962                  | 2:38 |
| 8.                 | Don't Think Twice, It's All Right (Witmark demo)    |                                    | Opgenomen in New York in maart 1963                                               | 3:36 |
| 9.                 | Man of Constant Sorrow                              | Traditional, arrangement Bob Dylan | Opgenomen in maart 1963 voor het TV-programma Folk Songs and More Folk Songs      | 3:24 |
| 10.                | Blowin' in the Wind (live)                          |                                    |                                                                                   | 4:24 |
| 11.                | Masters of War (live)                               |                                    | Laatste twee opgenomen in Town Hall in New York op 12 april 1963                  | 4:43 |
| 12.                | A Hard Rain's A-Gonna Fall (live)                   |                                    |                                                                                   | 8:22 |
| 13.                | When the Ship Comes In (live)                       |                                    | Laatste twee opgenomen in de Carnegie Hall in New York op 26 oktober 1963         | 3:37 |
| 14.                | Mr. Tambourine Man                                  |                                    | Outtake van Another Side of Bob Dylan sessies op 9 juni met Ramblin' Jack Elliott | 6:43 |
| 15.                | Chimes of Freedom (live)                            |                                    | Opname tijdens het Newport Folk Festival op 26 juli 1964                          | 8:04 |
| 16.                | It's All Over Now, Baby Blue (take 1)               |                                    |                                                                                   | 3:34 |
| Totale duur: 72:12 |                                                     |                                    |                                                                                   |      |

| 1.                 | She Belongs to Me (take 2)                                   | Opname van Bringing It All Back Home sessie van 13 januari 1965                                                                                                  | 4:10  |
| 2.                 | Maggie's Farm (live)                                         | Opname tijdens het Newport Folk Festival op 25 juli 1964 | 5:03  |
| 3.                 | It Takes a Lot to Laugh, It Takes a Train to Cry (take 9)    | Opname van Highway 61 Revisited sessie van 15 juni 1965 | 3:35  |
| 4.                 | Tombstone Blues (take 9)                                     | Opname van Highway 61 Revisited sessie van 29 juli 1965 | 3:37  |
| 5.                 | Just Like Tom Thumb's Blues (alternatieve versie)            | Opname van Highway 61 Revisited sessie van 2 augustus 1965 | 5:44  |
| 6.                 | Desolation Row (take 1)                                      | Opname van Highway 61 Revisited sessie van 29 juli 1965 | 11:45 |
| 7.                 | Highway 61 Revisited (take 6)                                | Opname van Highway 61 Revisited sessie van 2 augustus 1965 | 3:40  |
| 8.                 | Leopard-Skin Pill-Box Hat (take 1)                           | Opname voor Blonde on Blonde sessie van 25 januari 1966 | 6:26  |
| 9.                 | Stuck Inside of Mobile with the Memphis Blues Again (take 5) | Opname voor Blonde on Blonde sessie van 17 februari 1966 | 5:45  |
| 10.                | Visions of Johanna (take 8)                                  | Opname met The Hawks in New York 30 november 1965 | 6:38  |
| 11.                | Ballad of a Thin Man (live)                                  | Opname in het ABC Theatre in Edinburgh op 20 mei 1966 | 7:46  |
| 12.                | Like a Rolling Stone (live)                                  | Opname in de Free Trade Hall in Manchester op 17 mei 1966; eerder uitgebracht op The Bootleg Series Vol. 4: Bob Dylan Live 1966, The "Royal Albert Hall" Concert | 8:12  |
| Totale duur: 72:21 |                                                              | |       |

## Hitnoteringen
Het album bereikte nummer 16 op de Billboard 200 In Nederland piekte het album naar nummer 31, in het Verenigd Koninkrijk naar nummer 21.
- MusicBrainz release group: 3d1e0f14-a3c3-3107-9884-c900aa7f6a08